# Glyphipterix molybdastra
Glyphipterix molybdastra là một loài bướm đêm thuộc họ Glyphipterigidae. Nó được tìm thấy ở Angola.
Ấu trùng ăn rau hư thối.